# Anant Agarwal
Anant Agarwal (Delhi, 1 de enero de 1959) es un informático indoestadounidense profesor en el Instituto de Tecnología de Massachusetts.
Estudió en Mangalore y en el Instituto Indio de Tecnología de Madrás. Más tarde se doctoró en la Universidad de Stanford.
Es el presidente de edX.